# Reginald John Marsden Parker
Reginald John Marsden Parker, personnalité politique canadienne, (7 février 1881 - 23 mars 1948), fut Lieutenant-gouverneur de la province de la Saskatchewan de 1945 à 1948.